# Воздвиженский сельский совет (Ямпольский район)
Воздвиженский сельский совет (укр. Воздвиженська сільська рада) — входит в состав
Ямпольского района
Сумской области
Украины.
Административный центр сельского совета находится в 
с. Воздвиженское
.

## Населённые пункты совета
- с. Воздвиженское
- с. Говоруново
- с. Гремячка
- с. Окоп
- с. Олино
- с. Рождественское
- с. Сороковый Клин
- с. Турановка